# Trapelus schmitzi
Trapelus schmitzi là một loài thằn lằn trong họ Agamidae. Loài này được Wagner & Böhme mô tả khoa học đầu tiên năm 2006.